# Saturday Night (revista)
Saturday Night era uma revista canadense de interesse geral. Foi fundada em Toronto, Ontário, Canadá em 1887.
A publicação foi estabelecida pela primeira vez como um jornal semanário sobre assuntos públicos e artes, que mais tarde foi expandido para uma revista de interesse geral. O editor, Edmund E. Sheppard, foi impedido de editar um jornal diário devido a uma acção anterior por difamação. Além disso, leis azuis em Toronto impediram a publicação no domingo. Assim, em seus primeiros anos, o jornal foi restrito a ser uma publicação semanal, publicada aos sábados.
Saturday Night passou por um número de proprietários, formatos e frequências na publicação. A última edição mensal, publicad pelo então proprietário, Conrad Black, foi lançada em Março de de 2000 (Vol. 115 nº 2, Edição #3819). Depois de um hiato de dois meses, foi relançada como um suplemento de fim de semana no Black National Post, continuando como Vol. 115 nº 3, Edição #3819. Foi emitido semanalmente neste formato até 22 de Setembro de 2001. (Vol. 116 nº 35, Edição #3885), quando foi cancelada, como parte do corte da CanWest no National Post.

## Editores
- Hector Charlesworth
- Matthew Church
- Robertson Davies
- John Fraser
- Robert Fulford
- Peter Gzowski
- J. Timothy Hunt
- Michael Ignatieff
- Yousuf Karsh
- Alexander Fraser Pirie
- Mordecai Richler
- Bernard Keble Sandwell
- Clarence Tillenius
- Paul Tough
- Kenneth Whyte